# Wolf-Dieter Tempel
Wolf-Dieter Tempel (* 15. August 1937 in Celle; † 7. März 2017 in Hemsbünde-Worth) war ein deutscher Archäologe.

## Werdegang
Das Interesse an der Archäologie wurde bei Wolf-Dieter Tempel als Schüler durch den Geschichtsunterricht und im Alter von 13 Jahren durch einen Ausflug zum Pfahlbaumuseum Unteruhldingen geweckt. Nach seiner Schulzeit absolvierte er von 1956 bis 1958 eine Ausbildung zum Landschaftsgärtner. Nach kurzer Zeit entschied er sich, auf dem zweiten Bildungsweg das Abitur nachzuholen und begann 1961 mit dem Studium an der Universität Göttingen.
Er studierte Germanistik als Hauptfach und Ur- und Frühgeschichte als Nebenfach. Bald studierte er Ur- und Frühgeschichte im Hauptfach und Volkskunde sowie Anthropologie im Nebenfach. Nach zwei Semestern in Tübingen kehrte er wieder nach Göttingen zurück. Als Student arbeitete er u. a. auf Ausgrabungen in Haithabu, im Hanseviertel Bryggen im norwegischen Bergen und in Manching. 1969 promovierte er mit der Arbeit „Die Dreilagenkämme aus Haithabu. Studien zu den Kämmen der Wikingerzeit im Nordseeküstengebiet und Skandinavien“. Für die Fundaufnahme hatte er zahlreiche Museen in den Niederlanden, Norddeutschland, Dänemark, Schweden und Norwegen besucht. Sein Doktorvater und Mentor war der Göttinger Ordinarius Herbert Jankuhn.
Nach dem Studium nahm er eine Tätigkeit bei der Römisch-Germanischen Kommission in Frankfurt am Main auf. Es folgte das Schleswig-Holsteiner Landesmuseum. 1972 ging er zurück nach Niedersachsen, wo er bis 1974 in Hannover beim Dezernat Bodendenkmalpflege im Niedersächsischen Landesverwaltungsamt angestellt war. Zuständig war er für den Regierungsbezirk Osnabrück. Während dieser Zeit erfolgte die Ausgrabung und Umsetzung des Megalithgrabes von Ostenwalde im Emsland. Die Beschäftigung mit Großsteingräbern blieb seitdem eines seiner Hauptinteressen in der archäologischen Denkmalpflege.
Sein berufliche Tätigkeit änderte sich grundlegend durch die Gebiets- und Verwaltungsreform der 1970er Jahre in Niedersachsen. Als die fachliche Zuständigkeit für Kulturdenkmale auf die vier Bezirksregierungen überging, erfolgte seine Versetzung an die Bezirksregierung Lüneburg. Tempel und sein Grabungstechniker Jens von Dein bauten unter Nutzung der Bestände des Landesverwaltungsamtes eigene Fundstellenarchive und Karteien auf. Auch die bezirksbezogene archäologische Bibliothek der Dienststelle geht auf ihn zurück.
Seine systematische Beschäftigung mit den Geländedenkmalen führte zu vielen Ausgrabungen. Beispiele sind die Urnenfriedhöfe von Barchel, Issendorf und Gudendorf sowie die Siedlungsgrabungen in Uthlede und in der Siedlungskammer Rullstorf.

### Kreisarchäologie Rotenburg (Wümme)
1979 richtete der Landkreis Rotenburg (Wümme) eine Kreisarchäologenstelle ein, die mit Wolf-Dieter Tempel besetzt wurde. Seine erste Ausgrabung im Kreisgebiet betraf den völkerwanderungszeitlichen Bestattungsplatz von Barchel, die im Rahmen einer Kreisbereisung Besuch vom niedersächsischen Ministerpräsidenten Ernst Albrecht bekam. Nach Issendorf stand auch diese Grabung im Zeichen seiner Vorliebe für den Zeitabschnitt des ersten nachchristlichen Jahrtausends. Durch seine Arbeiten zum Thema wurde er Mitglied im Internationalen Sachsensymposion (Arbeitsgemeinschaft zur Archäologie der Sachsen und ihrer Nachbarvölker in Nordwesteuropa).
Wichtige Fundplätze in seiner Zeit als Rotenburger Kreisarchäologe waren für ihn Barchel (völkerwanderungszeitliches Gräberfeld), das Großsteingrab Steinfeld, Granstedt (neolithischer Grabhügel), Groß Meckelsen (Siedlung der Römischen Kaiserzeit), Wittorf (frühmittelalterliche Siedlung; Gräberfeld der jüngeren Bronzezeit und älteren Eisenzeit; Befestigung der vorrömischen Eisenzeit). und die frühmittelalterliche Heilsburg bei Wiersdorf.
Wolf-Dieter Tempel baute in Rotenburg eine archäologische Bibliothek auf, deren Grundstock die 1995 von ihm erworbene Privatbibliothek von Willi Wegewitz war. Sie ist mit über 8000 Medien die größte archäologische Fachbibliothek im Elbe-Weser-Dreieck.
Wolf-Dieter Tempel war an der Gründung und Förderung von archäologischen Arbeitsgemeinschaften in Celle, Gifhorn und Fallingbostel beteiligt. In seinem archäologischen Zuständigkeitsbereich in Rotenburg (Wümme) gründete er 1997 die Archäologische Gesellschaft im Landkreis Rotenburg (Wümme).

### Kommunalarchäologien
Im Regierungsbezirk Lüneburg regte Tempel die Gründung von Kommunalarchäologien
in Stade, Rotenburg (Wümme), Verden und Lüchow-Dannenberg an, weswegen ihn der niedersächsische Landesarchäologe Henning Haßmann aus Anlass seines 65. Geburtstages als „Nestor der Kommunalarchäologie in Niedersachsen“ bezeichnete.

## Herausgeberschaft
Ab 1986 legte Tempel mit den Archäologischen Berichten jährlich Rechenschaft über die Tätigkeiten der Kreisarchäologie Rotenburg (Wümme) ab. Anfänglich waren sie eine Fundchronik mit Tätigkeitsbericht, publiziert in den Rotenburger Schriften. Da sie immer umfangreicher wurden und sich auch der Bedarf abzeichnete, größere Arbeiten zu veröffentlichen, gründete
er 1990 die Schriftenreihe der Archäologischen Berichte des Landkreises Rotenburg (Wümme), die von der Archäologischen Gesellschaft (seit 1997) und dem Landkreis Rotenburg durch den Kreisarchäologen herausgegeben werden. Bis heute (2019) sind 21 Bände erschienen. Tempel zeichnete für die ersten zehn Bände verantwortlich.